# East-West Airlines
East-West Airlines fue una aerolínea regional australiana fundada en Tamworth, Nueva Gales del Sur en 1947. Operó a los principales centros urbanos regionales y conectó estos centros a varias capitales estatales, y en la década de 1980 era la tercera aerolínea nacional más grande de Australia. También llevó a cabo su propio mantenimiento pesado en Tamworth y operó una red de oficinas de viajes. 

## Historia

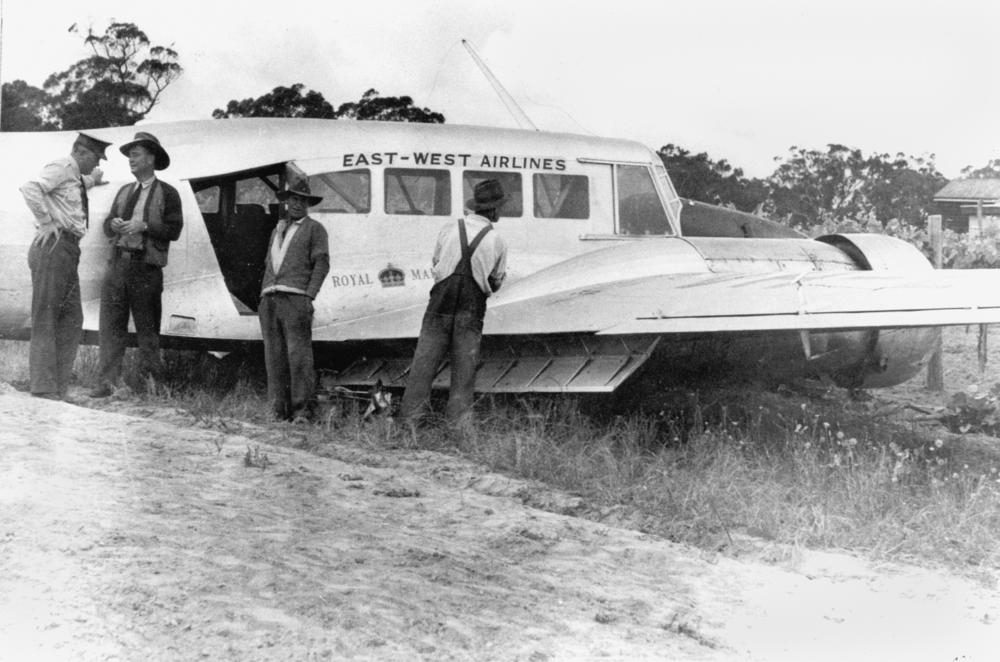
Accidente de un Avro Anson de East-West cerca de Pozieres, región de Darling Downs, Queensland (1950)

East-West Airlines se fundó en 1947 con fondos recaudados de unos 800 inversores, principalmente pequeños, con el objetivo de "luchar contra los monopolios de las aerolíneas con base en la ciudad" y se negoció inmediatamente como una empresa pública que no cotiza en bolsa. En ese momento, la fuerza laboral estaba formada por el gerente, Basil Brown, y el ingeniero de mantenimiento y gerente del taller, que era Cedric Wood. Wood era un ingeniero aeronáutico excepcional y tenía un historial de mantenimiento impecable, a pesar de tener nueve licencias de mantenimiento de aeronaves distintas a su nombre (licencia "A" de Wooden, licencia de revisión de hélices, licencias de revisión de motores horizontales y radiales y sobrealimentadores, licencia de revisión de fuselajes y licencia de instalación de instrumentos). , licencia de certificación Magnaflux, licencia de revisión de helicópteros). Cedric Wood tenía muchas variedades de aviones a los que prestar servicio. El talento de Cedric permitió a la empresa realizar procedimientos de mantenimiento con un presupuesto reducido. West estableció el primer servicio regular de entrega de correo de Australia entre Tamworth, Port Maquarie y Newcastle. La empresa compró un avión multifunción bimotor Avro Anson que le permitió transportar más correo y pasajeros. 

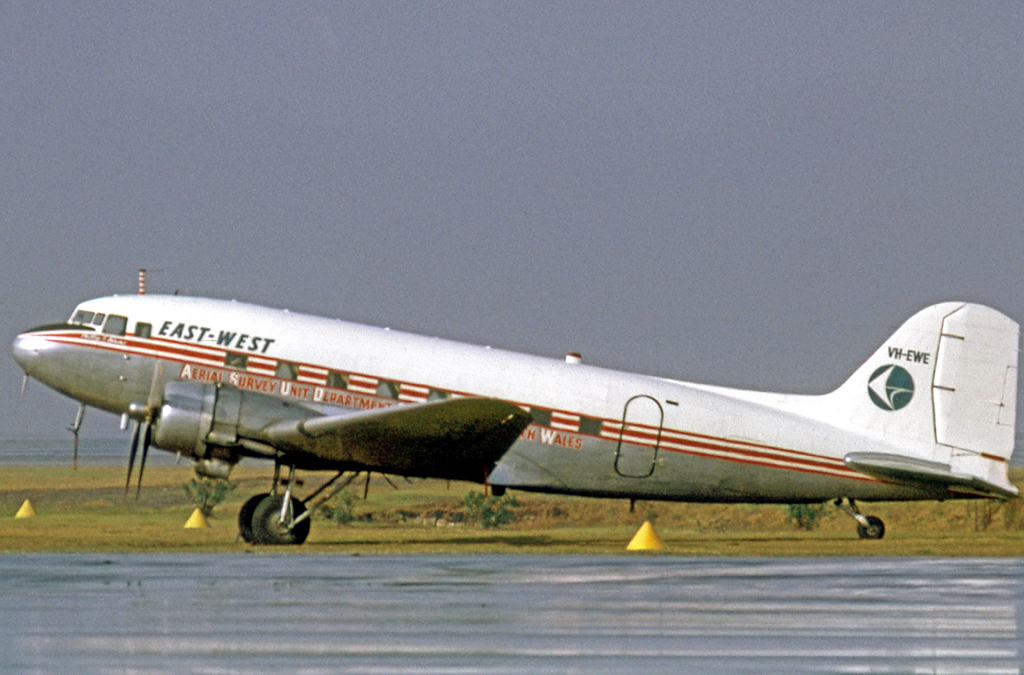
Douglas DC-3 de East-West en el aeropuerto internacional Kingsford Smith de Sídney (1970)

East-West adquirió varios Douglas DC-3 a partir de 1953 y estos aviones de 28 asientos reemplazaron a los Avro Ansons, más pequeños, en la operación de servicios regulares en toda Nueva Gales del Sur. El último ejemplar fue eliminado en 1973 y posteriormente se usó en vuelos de investigación sobre sistemas de siembra de nubes para el CSIRO. En agosto de 1953, East-West se fusionó con South Coast Airways aunque South Coast se convirtió oficialmente en una empresa subsidiaria y continuó bajo su propio nombre hasta entrar en administración en 1965. 
En 1965, Kwikasair hizo una oferta de adquisición de la empresa que no tuvo éxito. En 1969, se concedió permiso a East-West para ampliar su servicio de Sídney y Melbourne vía Albury.
En los años siguientes pasó de ser un operador intraestatal a convertirse en la tercera aerolínea nacional más grande de Australia. En 1982 poseía diez aviones Fokker. En aquella época, East-West también estaba a punto de adquirir su primer avión a reacción. Sin embargo, todavía se estaba recuperando de una aventura en el Territorio del Norte en 1980, que le provocó grandes pérdidas. Esto también provocó peleas entre los miembros de la junta directiva. East-West, ya en 1981, en una era todavía regida por la Política de Dos Aerolíneas, se convirtió en la primera "tercera" aerolínea que operaba entre Sídney y Canberra. Entre marzo de 1977 y 1990 operó servicios a la isla Norfolk.
En 1982, el exejecutivo de Ansett y Air Niugini, Bryan Grey, en asociación con el exejecutivo de banca mercantil de Citicorp Australia, Duke Minks, formó East-West Development Pty Ltd con el propósito específico de adquirir East-West Airlines. Con un préstamo de 8,5 millones de dólares del Nauru Phosphate Royalties Trust, compraron acciones de este a oeste. La adquisición se consideró controvertida, ya que las discusiones cuestionaron hasta qué punto la participación del capital de Nauru constituía una adquisición cuasi extranjera.

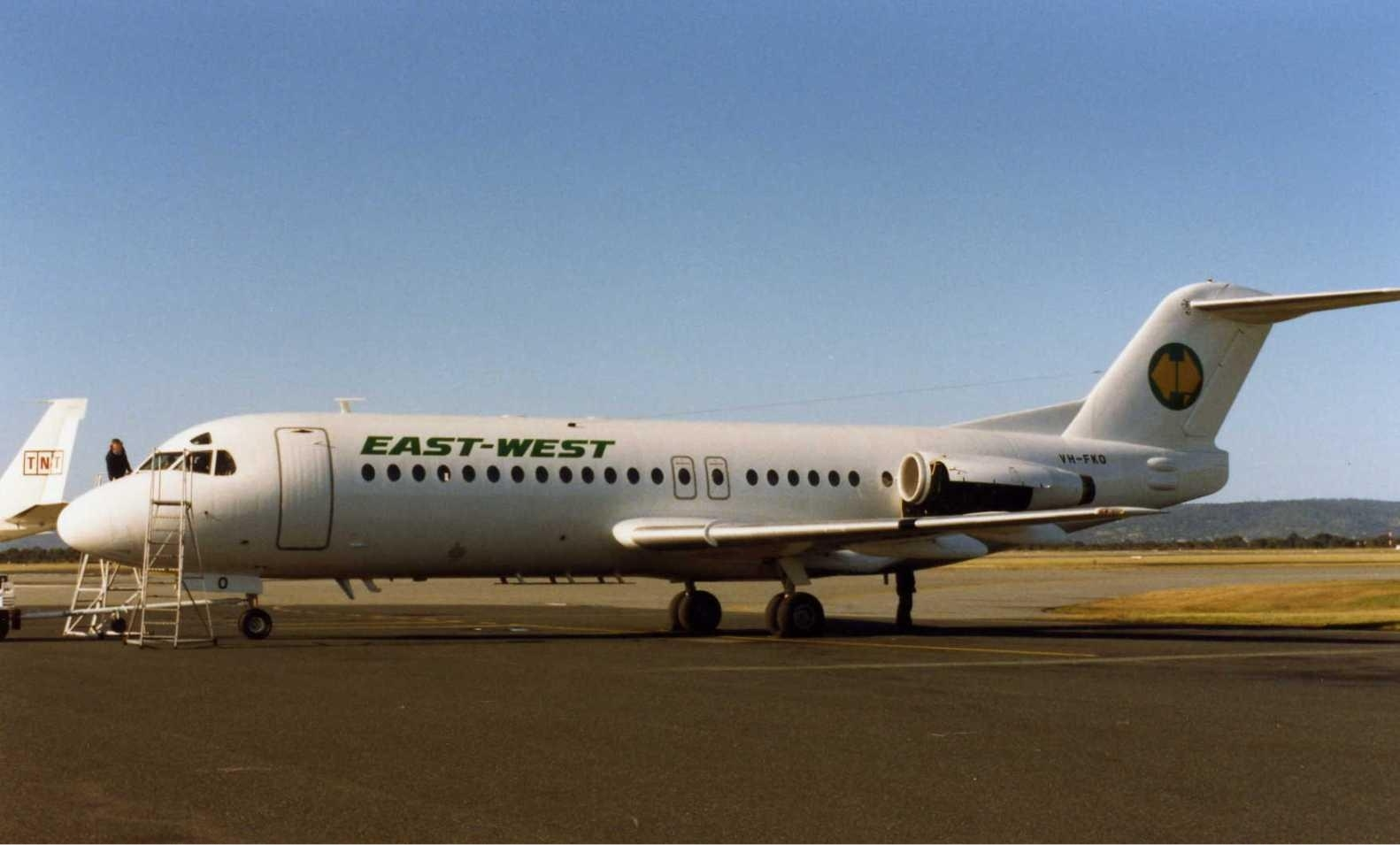
Fokker F28 Fellowship de East-West en el aeropuerto de Perth (c. 1990-1995)

En los años siguientes, East-West compitió vigorosamente con las principales aerolíneas Ansett y Trans Australia Airlines en rutas entre capitales. La industria de la aviación australiana estaba altamente regulada en ese momento bajo la Política de Dos Aerolíneas, que impedía que East-West volara directamente entre las principales capitales, por lo que en su lugar ofrecía servicios entre las principales ciudades a través de centros regionales. Las rutas incluían Melbourne a Sídney vía Albury y Sídney a Brisbane vía Newcastle y Coolangatta, a veces realizando aterrizajes de toque y arranque en ubicaciones intermedias. East-West voló principalmente turbohélices Fokker F27 Friendship y aviones Fokker F28 Fellowship. En junio de 1983, East-West vendió billetes de ida y vuelta entre Sídney y Melbourne vía Albury, que tardaban unas dos horas y 45 minutos, por 120 dólares, aproximadamente la mitad de la tarifa estándar de 248 dólares para vuelos directos de las aerolíneas del duopolio que tardaban una hora y 15 minutos. Sin embargo, Ansett y Trans Australia Airlines también ofrecieron tarifas con descuento de alrededor de 140 dólares. Según Brian Gray, el servicio atraía a unos 4.000 clientes al mes. En 1985 se encargó un Boeing 737-200.
Debido a su estructura operativa, East-West pudo debilitar significativamente a otras aerolíneas. Su agresiva campaña de "Tercera aerolínea" obligó al gobierno federal a eliminar finalmente la política de dos aerolíneas, que había mantenido las tarifas aéreas australianas aparentemente infladas durante muchos años.
El director general Bryan Gray, junto con el consultor de marketing John Williams, crearon una campaña masiva en los medios de comunicación a nivel nacional y así atrajeron a muchos viajeros primerizos con lo que podría describirse como las primeras tarifas verdaderamente con descuento de Australia en un ámbito ahora desregulado. East-West preparó el escenario para que otras aerolíneas ingresaran al mercado interno australiano años después. En diciembre de 1983, East-West se vendió, por entre 20 y 30 millones de dólares australianos, según estimaciones, a Skywest Airlines, con sede en Perth, propiedad de Ric Stowe. En particular, el Gobierno de Nueva Gales del Sur se opuso al acuerdo. El ex propietario Bryan Gray formó Compass Airlines en 1990 como primer participante en un mercado de aviación nacional entonces desregulado.
Bajo la nueva propiedad, East-West se mantuvo como una entidad independiente. Skywest Holdings anunció en mayo de 1985 que planeaba fusionar Skywest Airlines y East-West, pero esto no se llevó a cabo salvo cierta armonización de horarios. En 1985, East-West impugnó la política de dos aerolíneas ante el Tribunal Federal.
En julio de 1987, East-West y Skywest se vendieron al concesionario de automóviles de Perth, Perron Group, que los vendió a finales de mes a Ansett Transport Industries. Continuó operando como una entidad separada hasta 1993, cuando sus operaciones se integraron con las de Ansett y dejó de utilizarse el nombre East-West.
Las instalaciones de mantenimiento del aeropuerto de Tamworth fueron convertidas en una fábrica de carrocerías de autobuses por Ansair, filial de Ansett, en 1993.

## Flota histórica
| Aeronaves                            | Total | Introducido | Retirado | Matrículas |
| ------------------------------------ | ----- | ----------- | -------- | --- |
| Boeing 727-200                       | 4     | 1992        | 1993     | VH-RMN, VH-ANA, VH-ANE y VH-ANF |
| Boeing 737-200                       | 2     | 1992        | 1993     | VT-EWF y VT-EWB |
| British Aerospace 146                | 8     | 1990        | 1993     | VH-EWI, VH-EWJ, VH-EWK, VH-EWL, VH-EWM, VH-EWN, VH-EWR y VH-EWS |
| De Havilland Canada DHC-6 Twin Otter | 1     | 1967        | 1972     | VH-EWM |
| Douglas DC-3                         | 7     | 1948        | 1979     | VH-AER, VH-AEQ, VH-DAS, VH-EAM (rrg. VH-EWA, VH-EWF y VH-PWN), VH-EWD, VH-EWB y VH-AGU                                                                                          |
| Fokker F27 Friendship                | 22    | 1959        | 1990     | VH-TFF, VH-EWA, VH-TFK, VH-MMB, VH-EWH, VH-EWG, VH-TFL, VH-EWJ, VH-EWK, VH-EWO, VH-EWL, VH-EWS, VH-EWT, VH-EWN, VH-EWR, VH-EWP, VH-EWQ, VH-EWU, VH-EWV, VH-EWX, VH-EWY y VH-EWZ |
| Fokker F28 Fellowship                | 9     | 1983        | 1993     | VH-EWF, VH-EWG, VH-FKI, VH-FKJ, VH-EWA, VH-EWB, VH-EWC, VH-EWD y VH-LAR |